# Estlands damlandslag i basket
Estlands damlandslag i basket (estniska: Eesti naiste võrkpallikoondis) representerar Estland i basket på damsidan. Laget spelade sina första tävlingsmatcher i kvalet till Europamästersakpet 1995.

### Fotnoter
1. ↑  ”Women Basketball EUROPEAN CHAMPIONSHIP 1995 Qualification” (på engelska). Sport Statistics. 19 mars 1995. Arkiverad från originalet den 1 juli 2015. https://web.archive.org/web/20150701045019/http://todor66.com/basketball/Europe/Women_Q_1995.html. Läst 28 juni 2015.